# María Forero
María Forero Pérez (Huelva, 24 de marzo de 2003) es una atleta española especializada en carreras de fondo y campo a través. Fue campeona de Europa sub-23 en 2025 y subcampeona sub-23 en 2023, en ambas ocasiones sobre la distancia de 5000 m. En campo a través, fue campeona de Europa sub-20 en 2022 y subcampeona sub-23 en 2024.

## Trayectoria deportiva
En 2022 quedó quinta en los 5000 m del Campeonato Mundial Sub-20. En diciembre del mismo año se proclamó campeona de Europa sub-20 de campo a través, siendo la primera atleta española en conseguir este título. Por todo ello fue elegida mejor atleta española sub-20 del año.
En 2023 consiguió la medalla de plata en la prueba de 5000 m del Campeonato de Europa Sub-23.
En 2024 debutó como internacional absoluta alcanzando la 13.ª plaza en los 5000 m del Campeonato de Europa, consiguiendo también batir el récord de España sub-23. A finales del mismo año ganó la medalla de plata en el Campeonato Europeo de Cross Sub-23.
En 2025 se colgó la medalla de oro en los 5000 m del Campeonato Europeo de Atletismo Sub-23, tras lo cual dio por terminada su temporada.

## Competiciones internacionales
| Representando a España \| Año \| Competición \| Sede \| Puesto \| Prueba \| Marca \| \| ---- \| ---------------------------------------- \| ------- \| ----------------- \| ------ \| -------------- \| \| 2019 \| Festival Olímpico de la Juventud Europea \| Bakú \| Medalla de bronce \| 3000 m \| 9:50.07 \| \| 2021 \| Campeonato de Europa Sub-20 \| Tallin \| 15.º \| 5000 m \| 17:25.76 \| \| 2022 \| Campeonato Mundial Sub-20 \| Cali \| 5.º \| 5000 m \| 16:26.39 \| \| 2022 \| Campeonato Europeo de Cross Sub-20 \| Turín \| [n 1] \| 3812 m \| 13:04 \| \| 2023 \| Campeonato de Europa Sub-23 \| Espoo \| Medalla de plata \| 5000 m \| 15:43.22 \| \| 2024 \| Campeonato de Europa \| Roma \| 13.º \| 5000 m \| 15:19.69 [n 2] \| \| 2024 \| Campeonato Europeo de Cross Sub-23 \| Antalya \| Medalla de plata \| 6322 m \| 21:21 \| \| 2025 \| Campeonato de Europa Sub-23 \| Bergen \| Medalla de oro \| 5000 m \| 15:43.44 \| | Representando a España \| Año \| Competición \| Sede \| Puesto \| Prueba \| Marca \| \| ---- \| ---------------------------------------- \| ------- \| ----------------- \| ------ \| -------------- \| \| 2019 \| Festival Olímpico de la Juventud Europea \| Bakú \| Medalla de bronce \| 3000 m \| 9:50.07 \| \| 2021 \| Campeonato de Europa Sub-20 \| Tallin \| 15.º \| 5000 m \| 17:25.76 \| \| 2022 \| Campeonato Mundial Sub-20 \| Cali \| 5.º \| 5000 m \| 16:26.39 \| \| 2022 \| Campeonato Europeo de Cross Sub-20 \| Turín \| [n 1] \| 3812 m \| 13:04 \| \| 2023 \| Campeonato de Europa Sub-23 \| Espoo \| Medalla de plata \| 5000 m \| 15:43.22 \| \| 2024 \| Campeonato de Europa \| Roma \| 13.º \| 5000 m \| 15:19.69 [n 2] \| \| 2024 \| Campeonato Europeo de Cross Sub-23 \| Antalya \| Medalla de plata \| 6322 m \| 21:21 \| \| 2025 \| Campeonato de Europa Sub-23 \| Bergen \| Medalla de oro \| 5000 m \| 15:43.44 \| | Representando a España \| Año \| Competición \| Sede \| Puesto \| Prueba \| Marca \| \| ---- \| ---------------------------------------- \| ------- \| ----------------- \| ------ \| -------------- \| \| 2019 \| Festival Olímpico de la Juventud Europea \| Bakú \| Medalla de bronce \| 3000 m \| 9:50.07 \| \| 2021 \| Campeonato de Europa Sub-20 \| Tallin \| 15.º \| 5000 m \| 17:25.76 \| \| 2022 \| Campeonato Mundial Sub-20 \| Cali \| 5.º \| 5000 m \| 16:26.39 \| \| 2022 \| Campeonato Europeo de Cross Sub-20 \| Turín \| [n 1] \| 3812 m \| 13:04 \| \| 2023 \| Campeonato de Europa Sub-23 \| Espoo \| Medalla de plata \| 5000 m \| 15:43.22 \| \| 2024 \| Campeonato de Europa \| Roma \| 13.º \| 5000 m \| 15:19.69 [n 2] \| \| 2024 \| Campeonato Europeo de Cross Sub-23 \| Antalya \| Medalla de plata \| 6322 m \| 21:21 \| \| 2025 \| Campeonato de Europa Sub-23 \| Bergen \| Medalla de oro \| 5000 m \| 15:43.44 \| | Representando a España \| Año \| Competición \| Sede \| Puesto \| Prueba \| Marca \| \| ---- \| ---------------------------------------- \| ------- \| ----------------- \| ------ \| -------------- \| \| 2019 \| Festival Olímpico de la Juventud Europea \| Bakú \| Medalla de bronce \| 3000 m \| 9:50.07 \| \| 2021 \| Campeonato de Europa Sub-20 \| Tallin \| 15.º \| 5000 m \| 17:25.76 \| \| 2022 \| Campeonato Mundial Sub-20 \| Cali \| 5.º \| 5000 m \| 16:26.39 \| \| 2022 \| Campeonato Europeo de Cross Sub-20 \| Turín \| [n 1] \| 3812 m \| 13:04 \| \| 2023 \| Campeonato de Europa Sub-23 \| Espoo \| Medalla de plata \| 5000 m \| 15:43.22 \| \| 2024 \| Campeonato de Europa \| Roma \| 13.º \| 5000 m \| 15:19.69 [n 2] \| \| 2024 \| Campeonato Europeo de Cross Sub-23 \| Antalya \| Medalla de plata \| 6322 m \| 21:21 \| \| 2025 \| Campeonato de Europa Sub-23 \| Bergen \| Medalla de oro \| 5000 m \| 15:43.44 \| | Representando a España \| Año \| Competición \| Sede \| Puesto \| Prueba \| Marca \| \| ---- \| ---------------------------------------- \| ------- \| ----------------- \| ------ \| -------------- \| \| 2019 \| Festival Olímpico de la Juventud Europea \| Bakú \| Medalla de bronce \| 3000 m \| 9:50.07 \| \| 2021 \| Campeonato de Europa Sub-20 \| Tallin \| 15.º \| 5000 m \| 17:25.76 \| \| 2022 \| Campeonato Mundial Sub-20 \| Cali \| 5.º \| 5000 m \| 16:26.39 \| \| 2022 \| Campeonato Europeo de Cross Sub-20 \| Turín \| [n 1] \| 3812 m \| 13:04 \| \| 2023 \| Campeonato de Europa Sub-23 \| Espoo \| Medalla de plata \| 5000 m \| 15:43.22 \| \| 2024 \| Campeonato de Europa \| Roma \| 13.º \| 5000 m \| 15:19.69 [n 2] \| \| 2024 \| Campeonato Europeo de Cross Sub-23 \| Antalya \| Medalla de plata \| 6322 m \| 21:21 \| \| 2025 \| Campeonato de Europa Sub-23 \| Bergen \| Medalla de oro \| 5000 m \| 15:43.44 \| | Representando a España \| Año \| Competición \| Sede \| Puesto \| Prueba \| Marca \| \| ---- \| ---------------------------------------- \| ------- \| ----------------- \| ------ \| -------------- \| \| 2019 \| Festival Olímpico de la Juventud Europea \| Bakú \| Medalla de bronce \| 3000 m \| 9:50.07 \| \| 2021 \| Campeonato de Europa Sub-20 \| Tallin \| 15.º \| 5000 m \| 17:25.76 \| \| 2022 \| Campeonato Mundial Sub-20 \| Cali \| 5.º \| 5000 m \| 16:26.39 \| \| 2022 \| Campeonato Europeo de Cross Sub-20 \| Turín \| [n 1] \| 3812 m \| 13:04 \| \| 2023 \| Campeonato de Europa Sub-23 \| Espoo \| Medalla de plata \| 5000 m \| 15:43.22 \| \| 2024 \| Campeonato de Europa \| Roma \| 13.º \| 5000 m \| 15:19.69 [n 2] \| \| 2024 \| Campeonato Europeo de Cross Sub-23 \| Antalya \| Medalla de plata \| 6322 m \| 21:21 \| \| 2025 \| Campeonato de Europa Sub-23 \| Bergen \| Medalla de oro \| 5000 m \| 15:43.44 \| |
| Año | Competición | Sede | Puesto | Prueba | Marca |
| --- | --- | --- | --- | --- | --- |
| 2019 | Festival Olímpico de la Juventud Europea | Bakú | Medalla de bronce | 3000 m | 9:50.07 |
| 2021 | Campeonato de Europa Sub-20 | Tallin | 15.º | 5000 m | 17:25.76 |
| 2022 | Campeonato Mundial Sub-20 | Cali | 5.º | 5000 m | 16:26.39 |
| 2022 | Campeonato Europeo de Cross Sub-20 | Turín | 01 ! [ n 1 ] | 3812 m | 13:04 |
| 2023 | Campeonato de Europa Sub-23 | Espoo | Medalla de plata | 5000 m | 15:43.22 |
| 2024 | Campeonato de Europa | Roma | 13.º | 5000 m | 15:19.69 |
| 2024 | Campeonato Europeo de Cross Sub-23 | Antalya | Medalla de plata | 6322 m | 21:21 |
| 2025 | Campeonato de Europa Sub-23 | Bergen | Medalla de oro | 5000 m | 15:43.44 |

1. ↑  También  por equipos
2. ↑  En categoría sub-23